# Keanae (Hawái)
Keanae es un área no incorporada ubicada en el condado de Maui en el estado estadounidense de Hawái.